# Człowiek z blizną (album)
Człowiek z blizną – album Masseya wydany w 2008 nakładem MTP Records.

## Lista utworów
1. „Intro Scarface”
2. „Człowiek z blizną”
3. „Crossover” (feat. Nullo)
4. „Rap Business”
5. „Skit Scarface 1”
6. „Hajs rozpierdalam”
7. „Życia sens” (feat. Toony)
8. „FM” (feat. Donguralesko)
9. „Skit Scarface 2”
10. „Stare czasy klasyk”
11. „Tutaj mamy swoje miejsca”
12. „Jaki ojciec, taki syn” (feat. Marlena Grzymkiewicz)
13. „Bierz życie”
14. „Kolejne miasto”
15. „Ej, łania!” (feat. Peja)
16. „Nie tak jak chciałem”
17. „Weź mnie za miasto”
18. „Palimy lole” (feat. Edas)
19. „Robimy to tak”
20. „Skit Scarface 3”
21. „Rap do fury”
22. „Bragga”
23. „Instrumental”
24. „Gramy dla nich”
25. „Outro”